# Marciume acido
Il marciume acido è una malattia della vite che colpisce il grappolo. È causata da vari lieviti, tra cui Candida spp., Kloeckera apiculata, Hanseniaspora uvarum, Metschnikowia pulcherrima, Saccharomycopsis vini; ad essi si associa l'azione di batteri come Acetobacter spp. e Gluconobacter spp. Questi lieviti sono diffusi dai moscerini della frutta (Drosophila spp.), ma possono penetrare nell'acino solo in presenza di ferite causate da condizioni ambientali (es. grandine o pioggia che fa aumentare il volume degli acini) o da insetti come i ditteri che incidono la buccia degli acini a volte deponendo più uova che produrranno poi delle larve.

## Sintomatologia
Nella fase iniziale, gli acini colpiti assumono un colore marrone; successivamente la buccia diventa più sottile e si rompe, provocando la disidratazione dell'acino per la fuoriuscita del succo, che cola sugli acini sottostanti. A seguito dell'azione dei lieviti e dei batteri, i grappoli colpiti finiscono per emanare un forte odore di aceto (da ciò deriva il nome della malattia), dovuta alla produzione di acido acetico in seguito a metabolismo ossidativo di lieviti e batteri (la concentrazione di acido acetico nel succo di uve varia in relazione al grado di infezione da batteri acetici: 0% uve infette = 23 mg/l di CH3COOH, 50% di uve infette = 1040 mg/l. Ad alti livelli di infezione può raggiungere i 3,9 g/l. La soglia di accettabilità nel vino è fino a 1,2-1,3 g/l, concentrazioni superiori lo rendono sgradevole). Attorno agli acini si nota inoltre una forte presenza di moscerini (Drosophila).

## Difesa
La difesa contro questa malattia è basata su misure preventive, mediante la lotta contro i parassiti che causano ferite agli acini. 